# 圣伊波利特德蒙泰居
圣伊波利特-德蒙泰居（法語：Saint-Hippolyte-de-Montaigu，法語發音：[sɛ̃t‿ipɔlit də mɔ̃tɛɡy]）是法国加尔省的一个市镇，属于尼姆区。

## 地理
圣伊波利特-德蒙泰居（44°1'56"N, 4°29'34"E）面积4.05 平方千米，位于法国奧克西塔尼大區加尔省，该省份为法国南部沿海省份，南端濒地中海，北起顺时针与阿尔代什省、沃克吕兹省、罗讷河口省、埃罗省、阿韦龙省和洛泽尔省接壤。
与圣伊波利特-德蒙泰居接壤的市镇（或旧市镇、城区）包括：拉卡佩勒和马斯莫莱讷、弗洛、圣西夫雷、圣维克托德苏勒。
圣伊波利特-德蒙泰居的时区为UTC+01:00、UTC+02:00（夏令时）。

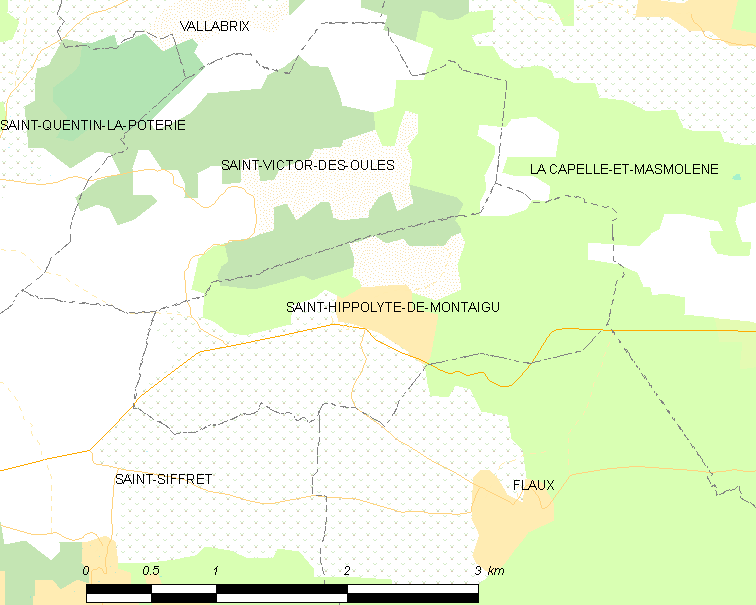
圣伊波利特-德蒙泰居的OSM定位图

## 行政
圣伊波利特-德蒙泰居的邮政编码为30700，INSEE市镇编码为30262。

## 政治
圣伊波利特-德蒙泰居所属的省级选区为于泽斯县。

## 人口

1962-2008年间圣伊波利特-德蒙泰居人口变化图示

圣伊波利特-德蒙泰居于2022年1月1日时的人口数量为249人。